# Lijst van gemeentelijke monumenten in Limburg

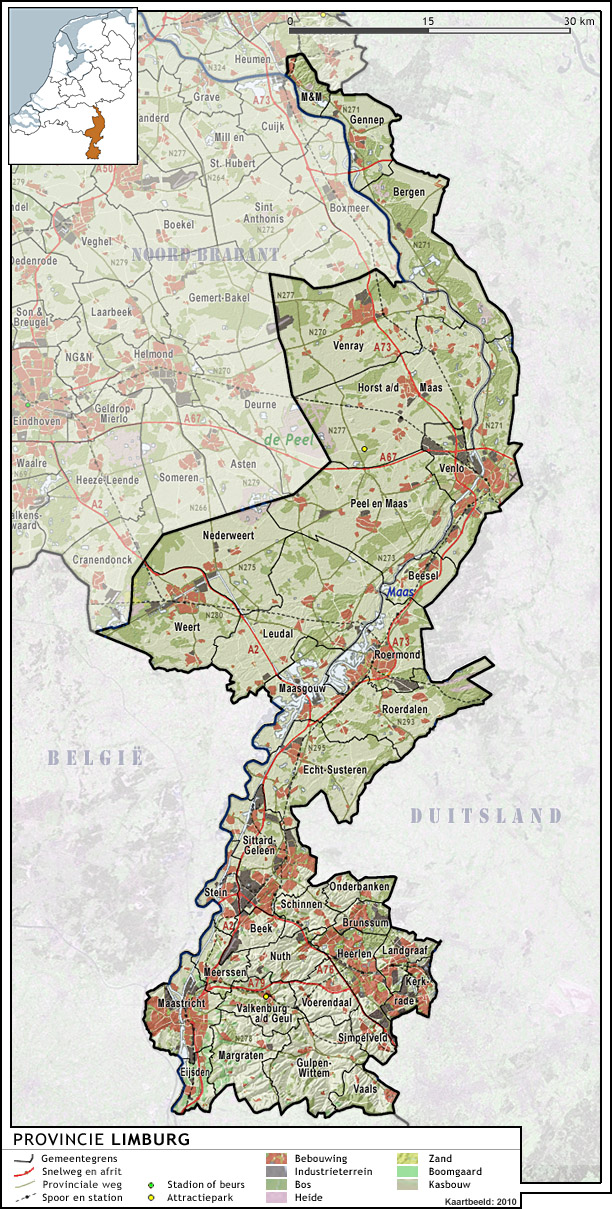
Limburg

In een aantal gemeenten in Limburg zijn er gemeentelijke monumenten door de gemeente aangewezen.
- Beek: zie de Lijst van gemeentelijke monumenten in Beek (Limburg)
- Beekdaelen: zie de Lijst van gemeentelijke monumenten in Beekdaelen
- Beesel: zie de Lijst van gemeentelijke monumenten in Beesel
- Bergen: zie de Lijst van gemeentelijke monumenten in Bergen (Limburg)
- Brunssum heeft geen gemeentelijke monumenten
- Echt-Susteren heeft geen gemeentelijke monumenten
- Eijsden-Margraten: zie de Lijst van gemeentelijke monumenten in Eijsden-Margraten
- Gennep: zie de Lijst van gemeentelijke monumenten in Gennep
- Gulpen-Wittem heeft geen gemeentelijke monumenten.[1]
- Heerlen: zie de Lijst van gemeentelijke monumenten in Heerlen
- Horst aan de Maas: zie de Lijst van gemeentelijke monumenten in Horst aan de Maas
- Kerkrade heeft geen gemeentelijke monumenten[2]
- Landgraaf heeft geen gemeentelijke monumenten
- Leudal: zie de Lijst van gemeentelijke monumenten in Leudal
- Maasgouw: Lijst van gemeentelijke monumenten in Maasgouw
- Maastricht: Zie de Lijst van gemeentelijke monumenten in Maastricht
- Meerssen: zie de Lijst van gemeentelijke monumenten in Meerssen
- Mook en Middelaar: zie de Lijst van gemeentelijke monumenten in Mook en Middelaar
- Lijst van gemeentelijke monumenten in Nederweert
- Peel en Maas heeft geen gemeentelijke monumenten
- Roerdalen: zie de Lijst van gemeentelijke monumenten in Roerdalen
- Roermond: zie de Lijst van gemeentelijke monumenten in Roermond
- Simpelveld heeft geen gemeentelijke monumenten
- Sittard-Geleen: zie de Lijst van gemeentelijke monumenten in Sittard-Geleen
- Stein heeft geen gemeentelijke monumenten.[3]
- Vaals heeft geen gemeentelijke monumenten.[4]
- Valkenburg aan de Geul heeft geen gemeentelijke monumenten[5]
- Venlo: zie de Lijst van gemeentelijke monumenten in Venlo
- Venray: zie de Lijst van gemeentelijke monumenten in Venray
- Voerendaal heeft geen gemeentelijke monumenten[6]
- Weert: zie de Lijst van gemeentelijke monumenten in Weert